# Bowman (Québec)
Bowman è un comune del Canada, situato nella provincia del Québec, nella regione di Outaouais.